# Xh (digramme)
Cette page contient des caractères spéciaux ou non latins. S’ils s’affichent mal (▯, ?, etc.), consultez la page d’aide Unicode.
Pour les articles homonymes, voir XH.
Xh (minuscule xh) est un digramme de l'alphabet latin composé d'un X et d'un H. 

## Linguistique
- En albanais, le digramme « xh » correspond au son [ d͡ʒ]. Il est considéré comme une lettre à part entière, et est placée entre X et Y.

## Représentation informatique
Comme la majorité des digrammes, il n'existe aucun encodage de « xh » sous un seul signe, il est toujours réalisé en accolant un X et un H.